# Стадион 974
Стадион 974 (араб. استاد 974‎, прежнее название Ras Abu Aboud Stadium) располагался в районе Рас Абу Абуд (арабский: راس بو عبود) города Доха, муниципалитет Эд-Доха, Катар, был построен специально к чемпионату мира по футболу 2022 года, после чего должен был быть разобран. Однако этого до сих пор не случилось. Арена принимала матчи Межконтинентального кубка-2024 и игру на Суперкубок Франции-2024, которая прошла в 2025 году.
При строительстве стадиона было использовано 974 транспортных контейнера, в память о промышленном прошлом этого участка набережной. Название стадиона и количество этих контейнеров совпадает с международным телефонным кодом страны.

## Чемпионат мира по футболу 2022
На «Стадионе 974» прошло 7 матчей чемпионата мира: по 2 в группах C и G и по одному матчу в группах D и H. Также на этом стадионе прошëл матч 1/8 финала между победителем группы G и призером группы H. Матч 5 декабря между Бразилией и Республикой Корея стал последним в истории стадиона, он будет разобран после чемпионата мира.
| # | Дата      | Соперник 1 | Результат | Соперник 2       | Турнир         |
| - | --------- | ---------- | --------- | ---------------- | -------------- |
| 1 | 22 ноября | Польша     | 0:0       | Мексика          | Групповой этап |
| 2 | 24 ноября | Португалия | 3:2       | Гана             | Групповой этап |
| 3 | 26 ноября | Франция    | 2:1       | Дания            | Групповой этап |
| 4 | 28 ноября | Бразилия   | 1:0       | Швейцария        | Групповой этап |
| 5 | 30 ноября | Польша     | 0:2       | Аргентина        | Групповой этап |
| 6 | 2 декабря | Сербия     | 2:3       | Швейцария        | Групповой этап |
| 7 | 5 декабря | Бразилия   | 4:1       | Республика Корея | 1/8 финала     |

## Архитектура стадиона
Проект здания разработали испанские архитекторы «Fenwick Iribarren Architects» совместно с инженерами-строителями «Schlaich Bergermann Partner» и консалтинговой компанией «Hilson Moran».
Стадион состоит из морских контейнеров. Модульная структура состоит из переделанных транспортных контейнеров и стальной конструкции. После проведения матчей запланировано разобрать стадион и передать контейнеры и зрительские сиденья в помощь развивающимся странам.